# Vườn Casa

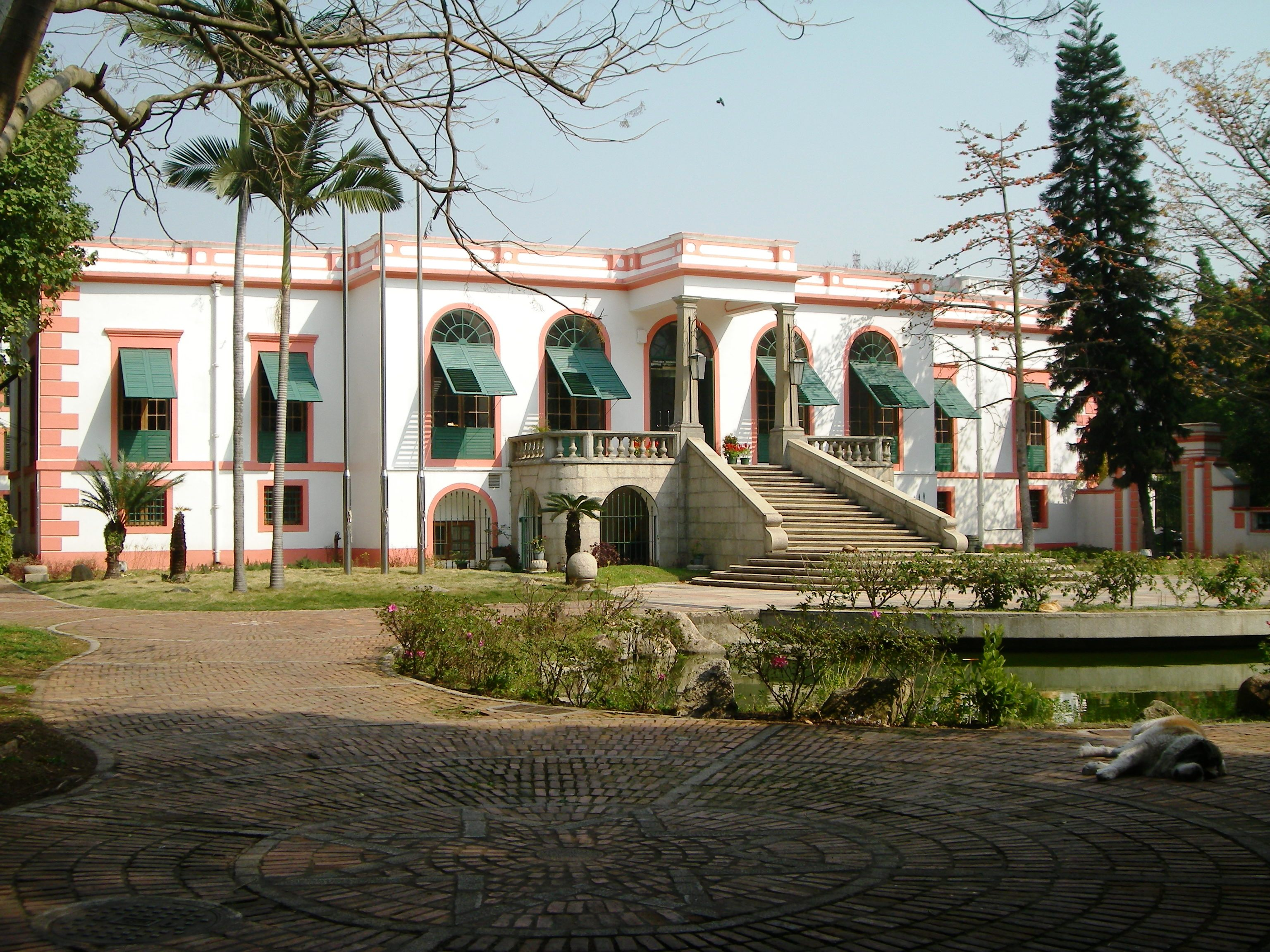
Casa Garden

Vườn Casa (tiếng Trung: 東方基金會會址) là một công viên nhỏ nằm ở Bán đảo Ma Cao, Ma Cao, Trung Quốc. Được xây dựng vào năm 1770, công viên ban đầu là nơi cư trú của một thương gia giàu có người Bồ Đào Nha có tên là Manuel Pereira. Một thời gian sau, nó đã được cho Công ty Đông Ấn thuê và đã được sử dụng làm nhà ở cho Giám đốc của chi nhánh công ty tại Ma Cao. Năm 2005, nó là một phần của Trung tâm lịch sử của Ma Cao, một Di sản thế giới của UNESCO.